# Guaita (San Marino)

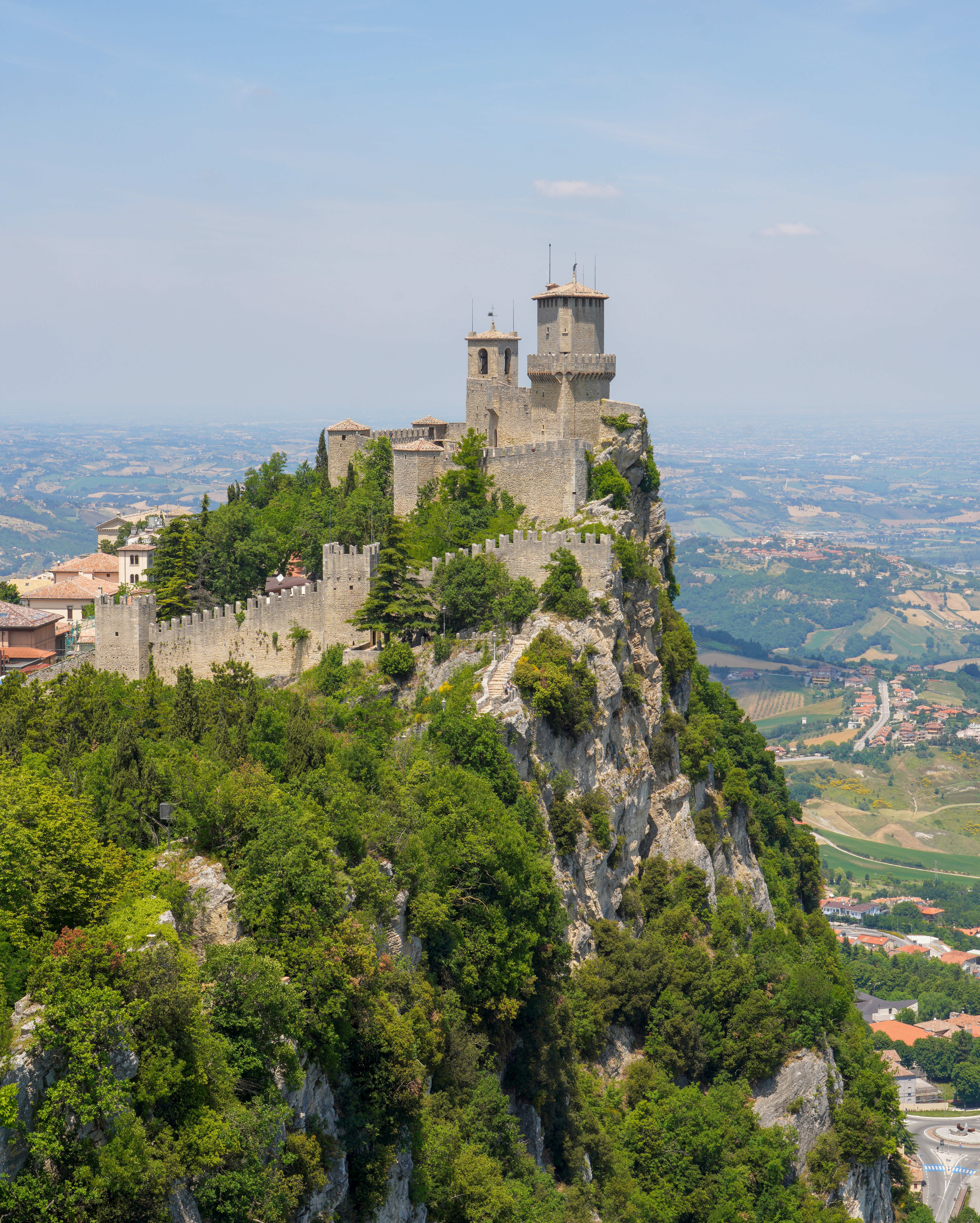
Vistas de la fortaleza de Guaita

Guaita es uno de los tres picos que domina la ciudad de San Marino, la capital de San Marino. Los otros dos son De La Fratta y Montale. La palabra Guaita, todavía presente en el dialecto local significa "proteger" y probablemente deriva del alemán "Weite" (espacio o ancho).

## Fortaleza de Guaita
La fortaleza de Guaita es la más antigua de las tres torres construidas en el monte Titano, y la más famosa. Fue construida en el siglo XI y sirvió brevemente como una prisión. Se muestra tanto la bandera nacional y el escudo de armas de la República de San Marino. San Marino también tiene un pastel conocido como La Torta di Tre Monti (torta de la Cordillera de Tres / Torres), como símbolo de la zona, es algo de una torta de la oblea en capas cubiertas en chocolate.